# رایان کوکران (شناگر)
رایان کوکران (به انگلیسی: Ryan Cochrane) (زادهٔ ۲۹ اکتبر ۱۹۸۸) شناگر اهل کانادا است.